# Chirocera pectinicornis
Chirocera pectinicornis is een vliesvleugelig insect uit de familie bronswespen (Chalcididae). De wetenschappelijke naam is voor het eerst geldig gepubliceerd in 1809 door Latreille.